# Sultán Dumalondong
Sultán Dumalondong es un municipio filipino de la provincia de Lánao del Sur. Según el censo de 2000, tiene 11 105 habitantes en 1326 casas.

## Barangayes
Sultán Dumalondong se divide políticamente a 7 barangayes.
- Bacayawan
- Buta (Sumalindao)
- Dinganun Guilopa (Dingunun)
- Lumbac
- Malalis
- Pagalongan
- Tagoranao